# Parachondrostoma
A Parachondrostoma a sugarasúszójú halak (Actinopterygii) osztályának pontyalakúak (Cypriniformes) rendjébe, ezen belül a pontyfélék (Cyprinidae) családjába tartozó nem.

## Rendszerezés
A nembe az alábbi 4 faj tartozik:
- Parachondrostoma arrigonis (Steindachner, 1866)
- Parachondrostoma miegii (Steindachner, 1866)
- francia paduc (Parachondrostoma toxostoma) (Vallot, 1837)
- Parachondrostoma turiensis (Elvira, 1987)